# Theta Tucanae
Theta Tucanae (55 Tucanae) é uma estrela na direção da constelação de Tucana. Possui uma ascensão reta de 00h 33m 23.23s e uma declinação de −71° 15′ 58.4″. Sua magnitude aparente é igual a 6.11. Considerando sua distância de 490 anos-luz em relação à Terra, sua magnitude absoluta é igual a 0.22. Pertence à classe espectral A7IV. É uma estrela variável δ Scuti.